# Bob ai IX Giochi olimpici invernali
Ai IX Giochi olimpici invernali svoltisi nel 1964 a Innsbruck (Austria) vennero assegnate due medaglie, bob a 2 e bob a 4 maschili.

## Calendario
| Uomini | Bob a due | Bob a due |  |  |  |  | Bob a quattro | Bob a quattro |   |
| Finali |           | 1         |  |  |  |  |               | 1             | 2 |

## Atleti iscritti
| America (22)                            | America (22)                                                      | America (22)                |
| --------------------------------------- | ----------------------------------------------------------------- | --------------------------- |
| - Argentina (5)                         | - Canada (8)                                                      | - Stati Uniti (9)           |
| Europa (59)                             |                                                                   |                             |
| - Austria (9) - Belgio (6) - Italia (8) | - Gran Bretagna (8) - Romania (5) - Squadra Unificata Tedesca (9) | - Svezia (6) - Svizzera (8) |

## Podi

### Uomini
| Evento                   | Oro                                                         | Tempo   | Argento                                                              | Tempo   | Bronzo                                                               | Tempo   |
| Bob a due (dettagli)     | Gran Bretagna I Anthony James Nash Robert Thomas Dixon      | 4:21.90 | Italia II Sergio Zardini Romano Bonagura                             | 4:22.02 | Italia I Eugenio Monti Sergio Siorpaes                               | 4:22.63 |
| Bob a quattro (dettagli) | Canada I Victor Emery Peter Kirby Douglas Anakin John Emery | 4:14.46 | Austria I Erwin Thaler Adolf Koxeder Josef Nairz Reinhold Durnthaler | 4:15.48 | Italia II Eugenio Monti Sergio Siorpaes Benito Rigoni Gildo Siorpaes | 4:15.60 |

## Medagliere
| Posizione | Paese         |   |   |   | Totale |
| --------- | ------------- | - | - | - | ------ |
| 1         | Canada        | 1 | 0 | 0 | 1      |
| 1         | Gran Bretagna | 1 | 0 | 0 | 1      |
| 3         | Italia        | 0 | 1 | 2 | 3      |
| 4         | Austria       | 0 | 1 | 0 | 1      |
| Totale    | Totale        | 2 | 2 | 2 | 6      |